# 黄昌
黄昌。字圣真，会稽余姚（今浙江省宁波市余姚）人，东汉大臣。

## 生平
出身贫寒，年幼时候家人去世。年少好学，因为家住得离学官（馆）近，深受影响，致力于经学。因为通晓文法，开始在郡里担任决曹。
后来拜为宛令，“政尚严猛”，善于断案和检举揭发奸伏，人们都称他“神明”。朝廷认为他很有才能，调任他作蜀郡太守，到任后打官司的人多达七百余人，黄昌都一一妥善受理。当地的“宿恶大奸”都害怕他，争相迁走，奔往别处。
后来被征召，迁陈相，又迁为河内太守，再迁潁川太守。永和五年，征召拜作将作大匠。汉安元年，进补大司农，左转太中大夫。后来在任上逝世。

## 延伸阅读
[在维基数据编辑]
 《後漢書/卷77》，出自范晔《後漢書》